# Nokia 6650
O Nokia 6650 é um telemóvel desenvolvido pela Nokia. Foi o primeiro telemóvel 3G da empresa, divulgado pela primeira vez em junho de 2002 e finalmente revelado em 26 de setembro de 2002. Foi também o primeiro aparelho a suportar a banda 3G W-CDMA 2100 MHz. Uma versão de 1900 MHz, conhecida como Nokia 6651, foi lançada para o mercado norte-americano pouco tempo depois.
O seu aspeto é muito semelhante ao do Nokia 6100, mas com um ecrã maior e uma antena externa (foi o último telefone Nokia candybar com uma antena externa). O 6650 utiliza a plataforma Nokia Series 40, está equipado com uma câmara VGA e suporta aplicações Java ME. O aparelho tem 4096 cores e inclui Bluetooth, infravermelhos e um browser WAP.